# Andy Biersack
Andrew Dennis Biersack amerikai énekes és zongorista. A Black Veil Brides amerikai rock együttes énekese, az egyetlen alapító tag a jelenlegi felállásból.

## Életrajz
Andy 1990. december 26-án született Milwaukee városában, Wisconsin államban, Chris és Amy Biersack egyetlen gyermekeként. Még kicsi volt, amikor a család az Ohio állambeli Cincinnatibe költözött.

### Tanulmányok
Tanulmányait egy katolikus általános iskolában kezdte, amiről sok interjúban szokott mesélni. Elmondása szerint az osztálytársai és a tanárai gyakran nevetségessé tették, és zaklatták a katolikus iskolában töltött évek alatt, ennek ellenére együttesét Black Veil Bridesnak nevezte el, ami egy évszázadokkal ezelőtt használt fogalom az apácákra. Lenyűgözte a katolikus vallás vibráló és színes képi világa, ezért a korai Black Veil Brides arculatát is ennek mintájára alakította ki. Egy cincinnati középiskolába iratkozott, aminek főprofilja a kreatív és előadóművészet volt, itt Andy drámára és énekre szakosodott. Azonban még érettségi előtt ott hagyta a sulit, és hat nappal a 18. születésnapja előtt Los Angelesbe indult szerencsét próbálni.
Második albumuk, a Set the World on Fire felvételei előtt énekleckéket vett, hogy tökéletesítse tudását.

### Karrier
2021. márciusától a Paradise City-ben láthatjuk, mely az American Satan spin-off-ja.

#### Zenészként
Andy a rock világába született, már apjának is volt saját együttese, a The Edge. 14 éves korában Andy néhány barátjával megalapította első, Biersack nevű zenekarát – igaz, csupán egyetlen koncertet adtak. Az iskolába magával vitte a saját CD-iket, és szétosztotta őket az ismerősei között. Ebből a projektből jött létre később a Black Veil Brides.

#### Színészként
Miután ott hagyta az iskolát, Kaliforniába ment, hogy megkezdje színészi pályafutását. Egy rövid jelenetet kapott az AT&T Confetti, majd egy harminc másodperces szerepet a Montana Meth Project Jumped című reklámjában.Majd később főszerepet vállalt az American Satan című filmben. 2021. márciusától a Paradise City sorozatban láthatjuk, mely az American satan spin-off-ja.

### Színpadi balesetek
A Black Veil Brides fellépései igencsak energikusak, ennek eredményeként Andy jó néhány balesetet elszenvedett, a legemlékezetesebb az volt, amikor 2011. június 18-án lezuhant egy négy és fél méter magas tartóoszlopról. Egyszer vissza próbált ugrani a színpadra, de előreesett, mellkasa a színpad szélének ütközött, ennek következtében három bal oldali, alsó bordája eltört, egy pedig elmozdult. Ekkor még csak a harmadik számnál tartottak, de ő visszament, és a komoly sérülések ellenére végigcsinálta koncertet. A furcsa baleset miatt le kellett mondaniuk a 2011-es Vans Warped Tour első hetét. Október 16-án, egy luxemburgi fellépésen véletlenül lefejelte a dobemelvényt, eltört az orra, és bár két nappal későbbi koncertjüket még megtartották Londonban, az utána tervezetteket el kellett halasztani.
A Revolver Magazinnak így nyilatkozott: "Sosem gondoltam bele, hogy fogok kinézni 40 évesen. Napi két dobozzal szívok, és iszok, mint a gödény. Mégsem gondolok a halálra. Tudom, hogy egy nap meg fogok halni, de ha meg tudom valósítani minden célomat, és pontosan úgy élek, ahogy mindig is akartam, akkor semmit sem fogok megbánni, mikor meghalok. Én nem sebesítem meg magam, mint Iggy Pop vagy Marilyn Manson vagy bárki – ez csupán a színpadi léttel járó káosz mellékterméke."

### A Metallica-kiállítás
2012 januárjában Obey Your Master címmel nagyszabású kiállítást rendeztek a Metallica tiszteletére, amin több rockzenész képzőművészeti alkotásait is bemutatták, és elárverezték. Az eseményen Andy 20×23 cm-es, Creeping Death című akrilfestményével vett részt, ami a Metallica korábbi, 1986-ban elhunyt basszusgitárosát, Cliff Burtont ábrázolja, amint vér folyik ki a szájából és a szemeiből. A kép 777 dollárért kelt el. A kiállítás anyagában egyébként Shawn Crahan és Gerard Way művei mellett a Black Veil Brides lemezborítóit készítő Richard Villa egy festménye is szerepelt.

### Magánélet
A Sex & Hollywood megjelenésének idején Andy Scout Taylor-Compton színésznővel járt, kapcsolatuk 5 évig tartott, a The Mortician's Daughter című dalt róla írta. 2016. április 16-án zárt körű esküvőn elvette az Automatic Loveletter énekes/gitárosát, Juliet Simmset, az amerikai The Voice tehetségkutató műsor második évadának második helyezettjét. Mindketten magukra tetováltatták a másik becenevét: Andy bal karján a Dragonfly (Szitakötő), Juliet jobbján pedig a White Rabbit (Fehér Nyúl) kifejezés olvasható.

## Andy Six
Andy színpadi neve korábban Andy Six volt, de 2011-ben úgy döntött, inkább a családi nevét, a Biersacket használja, de becenévként továbbra is elfogadja az Andy Sixet. A változtatás magyarázataként a következőket írta blogjába:
"Mikor létrehoztam a BVB-t, úgy éreztem, ahhoz, hogy kiszabaduljak a mindennapok rabszolgaságából, és létrehozzak valamit, amin a srácok azt látják, hogy erő sugárzik belőle, meg kellene alkotnom egy karaktert. Úgy éreztem, ennek valami olyasminek kell lennie, ami nem csak inspirálni képes, hanem ami mögé fiatal srácként el is tudok bújni... Mint egy fém pajzs, ami megvéd a külvilágtól és azoktól a szörnyűségektől, amiket az emberek mondanának, és tennének. Valami, ami tartós, és kiállja az idő próbáját.
Nekem ez a karakter 'Andy Six' volt.
Andy Six volt mindaz, ami tizenévesen annyira akartam lenni. Vagány volt és magabiztos. Kiállt mindenkiért, akinek segítségre volt szüksége. Ő volt az a személy, akivé akartam válni. Reméltem, hogy egy idő után Andy Biersackként is megtanulok olyan magabiztos lenni, mint amilyen Andy Sixként voltam.
Akkor most ugorjunk 2011-re: itt ülök a turnébuszban, 20 éves vagyok, a Black Veil Brides énekese. Bejárom a világot, és mindenfelé egy csomó nagyszerű baráttal és rajongóval találkozom. A bandánknak egy egész hadserege van olyan emberekből, akik ugyanabban hisznek, mint amit mi csinálunk, és akik erőt tudnak meríteni egymásból, ahogy én is a saját életemből.
Többé nem Andy Six az 'erős'. Nektek köszönhetően Andy Biersack régen túllépett rajta. Nektek köszönhetően rájöttem, meg kell ragadnom az alkalmat arra, hogy olyan dolgokat tapasztaljak meg, amelyekről dél-ohiói gyerekként csak álmodhattam. Több ezer emberrel beszéltem közületek, és megosztottuk egymással a történetünket. Ezek sokszor eléggé hasonlítottak. Los Angelestől Tokióig mindenhol kiénekeltem veletek a tüdőmet, és próbáltam megosztani veletek a szívemet minden dalszövegben, amit írtam. Láttam a hihetetlen odaadásotokat, és emiatt úgy gondolom, többé nincs szükség 'Andy Six'-re ahhoz, hogy így védjem meg magam. Az egész világon a legjobb barátaimnak (az együttes többi tagjának) és a rajongóinknak köszönhetően többé semmire sincs szükségem ahhoz, hogy megvédjem magam. Most már a BLACK VEIL BRIDES a pajzs sokaknak közületek, ezért úgy érzem, itt az ideje elengedni a gyerekkori becenevemet, és a BVB Army egyik boldog, hálás és erős tagjaként továbblépni."

## Fordítás
- Ez a szócikk részben vagy egészben  az   Andy Biersack című angol Wikipédia-szócikk ezen változatának fordításán alapul.  Az eredeti cikk szerkesztőit annak laptörténete sorolja fel. Ez a jelzés csupán a megfogalmazás eredetét és a szerzői jogokat jelzi, nem szolgál a cikkben szereplő információk forrásmegjelöléseként.